# Белобровая плюмажная котинга
Белобровая плюмажная котинга (лат. Iodopleura isabellae) — вид воробьиных птиц из семейства титировых (ранее помещался в семейство котинговых). Близок к Iodopleura fusca, возможно, даже конспецифичен ему. Выделяют два подвида.

## Распространение
Обитают в западной и южной части дождевых лесов Амазонии.

## Описание
Длина тела 11—12 см. Вес 19,8—20,2 г. Крылья относительно длинные, хвост короткий.

## Биология
Питаются насекомыми, также потребляют большое количество фруктов, в том числе ягоды омелы. Эти птицы живут в кронах деревьев девственного леса, что затрудняет их наблюдение.

## Охранный статус
МСОП присвоил виду охранный статус LC.